# Mistrzostwa Polski w Kajakarstwie 2000
62. Mistrzostwa Polski seniorów w kajakarstwie – odbyły się w dniach 14 - 15 lipca 2000 roku w Poznaniu. 

## Medaliści

### Mężczyźni

#### Kanadyjki
| Konkurencja | Złoto                                                                                 | Czas     | Srebro                                                                              | Czas       | Brąz                                                                                    | Czas     |
| C-1 200 m   | Michał Śliwiński (Spójnia Warszawa)                                                   | 43,680   | Marcin Kobierski (Zawisza Bydgoszcz)                                                | 44,550     | Andrzej Jezierski (Górnik Czechowice-Dziedzice)                                         | 45,486   |
| C-1 500 m   | Michał Śliwiński (Spójnia Warszawa)                                                   | 1:55,053 | Andrzej Jezierski (Górnik Czechowice-Dziedzice)                                     | 1:58,431   | Roman Rynkiewicz (Wel Lidzbark Warmiński)                                               | 1:59,739 |
| C-1 1000 m  | Michał Śliwiński (Spójnia Warszawa)                                                   | 4:05,044 | Marcin Kobierski (Zawisza Bydgoszcz)                                                | 4:08,154   | Paweł Midloch (Admira Gorzów Wlkp.)                                                     | 4:10,364 |
| C-2 200 m   | Daniel Jędraszko Paweł Baraszkiewicz (Wiskord Szczecin)                               | 40,433   | Marcin Kobierski Sławomir Maroński (Zawisza Bydgoszcz)                              | 41,357     | Michał Gajownik Marek Schmidt (Posnania)                                                | 41,783   |
| C-2 500 m   | Marcin Kobierski Sławomir Maroński (Zawisza Bydgoszcz)                                | 1:45,801 | Marek Schmidt Michał Gajownik (Posnania)                                            | 1:1:46,917 | Roman Rynkiewicz Tomasz Rynkiewicz (Wel Lidzbark Warmiński)                             | 1:49,839 |
| C-2 1000 m  | Michał Gajownik Marek Schmidt (Posnania)                                              | 3:46,360 | Piotr Midloch Paweł Midloch (Admira Gorzów Wlkp.)                                   | 3:48,010   | Roman Rynkiewicz Tomasz Rynkiewicz (Wel Lidzbark Warmiński)                             | 3:50,910 |
| C-4 200 m   | Wiskord Szczecin Artur Jędraszko Paweł Klimowicz Daniel Jędraszko Paweł Baraszkiewicz | 38,684   | Posnania Rafał Rogoziecki Marek Schmidt Maciej Trzuskawski Michał Gajownik          | 39,668     | MOS Wrocław Sławomir Zajączkowski Dariusz Raczkowski Tomasz Szymkowiak Krzysztof Tryba  | 41,528   |
| C-4 500 m   | Posnania I Rafał Rogoziecki Marek Schmidt Michał Gajownik Mikołaj Węckowski           | 1:39,824 | Wiskord Szczecin Artur Jędraszko Paweł Klimowicz Daniel Jędraszko Jacek Herosimczyk | 1:42,699   | Zawisza Bydgoszcz Sławomir Maroński Marcin Kobierski Marcin Ruczyński Artur Lewandowski | 1:42,783 |
| C-4 1000 m  | Posnania Michał Gajownik Rafał Rogoziecki Marek Schmidt Maciej Trzuskawski            | 3:31,400 | Wiskord Szczecin Artur Jędraszko Paweł Klimowicz Daniel Jędraszko Jacek Herosimczyk | 3:37,530   | Zawisza Bydgoszcz Sławomir Maroński Marcin Kobierski Marcin Ruczyński Artur Lewandowski | 3:40,540 |

#### Kajaki
| Konkurencja | Złoto                                                                                 | Czas       | Srebro                                                                                  | Czas     | Brąz                                                                                      | Czas       |
| K-1 200 m   | Ołeksy Śliwiński (Spójnia Warszawa)                                                   | 37,679     | Grzegorz Kotowicz (Posnania)                                                            | 38,093   | Paweł Markiewicz (Sparta Augustów)                                                        | 38,489     |
| K-1 500 m   | Grzegorz Kotowicz (Posnania)                                                          | 1:41,165   | Rafał Głażewski (MKKS Gorzów Wlkp.)                                                     | 1:41,723 | Piotr Markiewicz (Sparta Augustów)                                                        | 1:42,599   |
| K-1 1000 m  | Adam Seroczyński (OKS Olsztyn)                                                        | 3:36,327   | Dariusz Białkowski (Astoria Bydgoszcz)                                                  | 3:40,097 | Rafał Głażewski (MKKS Gorzów Wlkp.)                                                       | 3:40,457   |
| K-2 200 m   | Adam Wysocki Marek Twardowski (Sparta Augustów)                                       | 30,786     | Ołeksy Śliwiński Marcin Gołębiewski (Spójnia Warszawa)                                  | 30,852   | Grzegorz Kotowicz Paweł Łakomy (Posnania)                                                 | 31,392     |
| K-2 500 m   | Adam Wysocki Marek Twardowski (Sparta Augustów)                                       | 1:32,204   | Adam Seroczyński Tomasz Mendelski (OKS Olsztyn)                                         | 1:34,892 | Paweł Baumann Przemysław Gawrych (Posnania)                                               | 1:35,510   |
| K-2 1000 m  | Grzegorz Kotowicz Paweł Łakomy (Posnania)                                             | 3:15,866   | Adam Wysocki Marek Twardowski (Sparta Augustów)                                         | 3:18,526 | Andrzej Gajewski Grzegorz Kaleta (Polonia Elbląg)                                         | 3:20,036   |
| K-4 200 m   | Sparta Augustów Piotr Markiewicz Adam Wysocki Marek Twardowski Marcin Garbacz         | 33,055     | WTW Warszawa Bartłomiej Misztal Krzysztof Kozakiewicz Dominik Łęczewski Maciej Zawadzki | 33,385   | Spójnia Warszawa Ołeksy Śliwiński Jacek Kuczkowski Damian Świerczyński Marcin Gołębiewski | 33,409     |
| K-4 500 m   | Posnania Grzegorz Kotowicz Paweł Łakomy Paweł Baumann Przemysław Gawrych              | 1:35,685   | WTW Warszawa Bartłomiej Misztal Krzysztof Kozakiewicz Daniel Denisiuk Maciej Zawadzki   | 1:25,937 | Spójnia Warszawa Ołeksy Śliwiński Piotr Michalak Damian Świerczyński Marcin Gołębiewski   | 1:26,827   |
| K-4 1000 m  | WTW Warszawa Bartłomiej Misztal Krzysztof Kozakiewicz Daniel Denisiuk Maciej Zawadzki | 1:3:02,332 | OKS Olsztyn                                                                             | 3:04,302 | Spójnia Warszawa Ołeksy Śliwiński Piotr Michalak Damian Świerczyński Marcin Gołębiewski   | 3:3:04,662 |

### Kobiety

#### Kajaki
| Konkurencja | Złoto                                                                               | Czas     | Srebro                                                                            | Czas     | Brąz                                                                              | Czas       |
| K-1 200 m   | Aneta Pastuszka (MKKS Gorzów Wlkp.)                                                 | 43,684   | Elżbieta Urbańczyk (Posnania)                                                     | 44,050   | Dorota Kuczkowska (Spójnia Warszawa)                                              | 44,632     |
| K-1 500 m   | Aneta Pastuszka (MKKS Gorzów Wlkp.)                                                 | 1:55,160 | Elżbieta Urbańczyk (Posnania)                                                     | 1:56,000 | Dorota Kuczkowska (Spójnia Warszawa)                                              | 1:57,110   |
| K-1 1000 m  | Elżbieta Urbańczyk (Posnania)                                                       | 4:02,761 | Dorota Kuczkowska (Spójnia Warszawa)                                              | 4:04,291 | Barbara Przybylska (Fala Lublin)                                                  | 4:08,281   |
| K-2 200 m   | Aneta Pastuszka Beata Sokołowska (MKKS Gorzów Wlkp.)                                | 39,769   | Elżbieta Latoszek Dorota Kuczkowska (Spójnia Warszawa)                            | 41,263   | Karolina Sadalska Joanna Skowroń (MKKS Gorzów Wlkp.)                              | 41,353     |
| K-2 500 m   | Aneta Pastuszka Beata Sokołowska (MKKS Gorzów Wlkp.)                                | 1:44,165 | Karolina Sadalska Joanna Skowroń (MKKS Gorzów Wlkp.)                              | 1:45,167 | Marzena Michalak Iwona Pyżalska (Posnania)                                        | 1:48,197   |
| K-2 1000 m  | Aneta Pastuszka Beata Sokołowska (MKKS Gorzów Wlkp.)                                | 3:41,218 | Karolina Sadalska Joanna Skowroń (MKKS Gorzów Wlkp.)                              | 3:44,378 | Marzena Michalak Aneta Michalak (Posnania)                                        | 3:3:45,368 |
| K-4 200 m   | MKKS Gorzów Wlkp. Beata Sokołowska Aneta Pastuszka Karolina Sadalska Joanna Skowroń | 38,408   | Spójnia Warszawa Dorota Kuczkowska Marta Słupska Elżbieta Latoszek Iwona Gąsowska | 39,896   | Posnania Marzena Michalak Małgorzata Suchecka Agata Piszcz Aneta Michalak         | 40,400     |
| K-4 500 m   | MKKS Gorzów Wlkp. Beata Sokołowska Aneta Pastuszka Karolina Sadalska Joanna Skowroń | 1:36,834 | Posnania Marzena Michalak Małgorzata Chojnacka Agata Piszcz Aneta Michalak        | 1:38,580 | Spójnia Warszawa Dorota Kuczkowska Marta Słupska Elżbieta Latoszek Iwona Gąsowska | 1:40,356   |